# Ravenstone (Buckinghamshire)
Ravenstone – wieś w Anglii, w hrabstwie ceremonialnym Buckinghamshire, w dystrykcie (unitary authority) Milton Keynes.